# Eduardo Davis
Eduardo Davis fue un pintor y grabador inglés nacido en 1640.

## Biografía
Eduardo estuvo en París con su maestro Loygan con el objeto de estudiar pintura, y a su regreso a Inglaterra manejó con la misma habilidad el buril y el pincel, y sin embargo fue más célebre por sus grabados que por sus cuadros.

## Obras
- Jacobo, duque de York
- Guillermo de Orange
- Esteban Montagne
- El general Monck
- Un Ecce homo
- Una santa familia
- La duquesa de Porstmouth, sentada